# Jaume Mascaró i Pons
Jaume Mascaró i Pons (Ferreries, Menorca, 18 de novembre de 1939 — Maó, Menorca, 16 d'octubre de 2014) fou un empresari menorquí.
En els seus inicis, començà a treballar al taller de calçat familiar a Ferreries, fundat el 1918, pels germans Antoni Mascaró, el seu oncle, i Pere Mascaró, conegut com a Mestre Perico i pare de Jaume. El taller familiar es dedicava a fabricar les clàssiques sabatilles de ballet per a nenes. Amb el temps, el negoci s'expandí, es va modernitzar i acabaria convertint-se en una referència en el sector del calçat. Començà una diversificació dels seus productes i la comercialització al mercat peninsular. El 1980, després de separar-se empresarialment del seu cosí Joan Mascaró i Florit (Ferreries, 1945), amb la seva dona Francisca Pons va decidir mantenir el seu nom com a referència comercial i va crear l'empresa Jaume Mascaró, SA, que s'internacionalitzà amb gairebé un centenar de botigues arreu del món i es convertí en l'actual estendard global del calçat menorquí. Mascaró, va aconseguir situar els seus productes en el sector del calçat de luxe creant marques com Úrsula Mascaró, Jaume Mascaró, Pretty Ballerinas, una recreació de les sabatilles que feia el seu pare, el Mestre Perico, que avui representen el 70% de la producció de la firma, i Loafers. Al final de la dècada de 1990 s'incorporaren al negoci les seves filles Lina i Úrsula, que segueixen al capdavant de l'empresa. El seu cosí Joan va mantenir Sabatilles Ferreries, rebatejada posteriorment com a Calçats Ferreries, fins que el 2013, després de la seva mort en tràgiques circumstàncies, Jaume n'absorbí el negoci. Entre les seves clientes habituals es troben Kate Moss, les reines Sofia i Letizia, Claudia Schiffer o Angelina Jolie.

## Reconeixements
El febrer de 2015 el Govern Balear li atorgà el Premi Ramon LLull a títol pòstum.